# Primaire présidentielle chilienne d'Approbation dignité de 2021
La primaire présidentielle chilienne d'Approbation dignité de 2021 est une élection primaire organisée le 18 juillet 2021 pour désigner le candidat à l'élection présidentielle de 2021 de la coalition Approbation dignité, elle-même composée des alliances du Front large et Chile Digno (es). 
Le Front large a nommé, au travers des différents partis, le membre du parti Convergence sociale et candidat Gabriel Boric, opposé au candidat et maire Daniel Jadue, membre du Parti communiste du Chili et représentant de l'alliance Chile Digno (es) dans le cadre de la primaire.
Le vote de la primaire, tenue le 18 juillet, voit Gabriel Boric être désigné comme candidat à l'élection présidentielle d'Approbation dignité, obtenant 60,4% des voix face à Daniel Jadue.

## Contexte
En amont des élections constituantes de 2021, les forces de gauche et du centre souhaitaient parvenir à l'aboutissement d'un pacte permettant une liste unique, et à terme, tendre vers une candidature unique à l'élection présidentielle. Néanmoins, les négociations échouent et les partis du centre, centre gauche ou social-démocrate constituent la coalition de l'Unité constituante pour les élections, tandis que les partis des coalitions du Front large et Chile Digno (es) parviennent à un accord pour constituer la coalition et le pacte « Approbation dignité ».
Tandis que les partis membres du pacte décidaient de leur candidat, la possibilité d'une « primaire ouverte » aurait été évoqué et qui inclurait l'ensemble de l'opposition, l'Unité constituante y compris par exemple. Après les résultats des élections constituantes de 2021 le 15 et 16 mai, la possibilité d'une primaire entre les candidats d'Approbation dignité et la candidate du Parti socialiste du Chili, Paula Narváez est évoquée. Néanmoins, les négociations ont échoué quelques heures avant l'enregistrement des candidatures. Ainsi, le 18 mai, l'élection primaire de la coalition est enregistrée officiellement, avec les deux mêmes candidats s'affrontant.

## Déroulement
Après l'annonce de la primaire, les différents partis des deux coalitions du Front large et de Chile Digno (es) vont tenter de définir leurs candidat au fil des mois précèdent la primaire de la coalition :
- Convergence sociale : Le comité central du parti proclame son candidat à la primaire le 17 mars 2021, l'un de ses fondateurs, Gabriel Boric[1],[2]. Néanmoins, le parti ne possédait pas le nombre requis d'adhérents pour se constituer officiellement en parti politique et pouvoir présenter son candidat à l'élection présidentielle. Le parti mène une campagne massive pour enregistrer des adhérents. Le 17 mai, soit un jour avant la limite légale, il annonce avoir atteint le minimum requis[3].

- Parti communiste du Chili : Le parti annonce dès décembre 2018 son intention de présenter un candidat à l'élection présidentielle[4]. Daniel Jadue se positionne au fil des mois comme le candidat favori du parti en dominant les sondages parmi les autres candidats pendant plusieurs mois. Il se déclare candidat en juillet 2020[5],[6], il est annoncé potentiel candidat du parti le 30 décembre 2020[7] et est officiellement proclamé le 24 avril 2021[8].

- Révolution démocratique : La candidate à l'élection de 2017, Beatriz Sánchez annonce début 2021 ne pas être une nouvelle fois candidate et se présente aux élections constituantes[9]. Le parti choisit finalement de soutenir Gabriel Boric pour la primaire[10].

- Communs : En janvier 2021, le parti présente sa candidate Karina Oliva (es) pour l'élection de la primaire, ce qui a été nié par la supposée candidate[11],[12]. Finalement, le parti renonce à présenter un candidat et choisit de soutenir Gabriel Boric[13].

- Fédération régionaliste verte sociale : Le 6 septembre 2020, le président du parti Jaime Mulet (es) est proclamé candidat[14]. Néanmoins, la candidature ne décollant pas dans les sondages, il se retire et soutient Daniel Jadue[15].

- Force commune (es) :  Le 28 mars 2021, le mouvement « Fuerza Común » a annoncé son soutien à la candidature de Gabriel Boric, après avoir effectué cette proposition lors d'un vote interne au mouvement, dans lequel le soutien au candidat de l'Unir, Marcelo, a également été mis au vote[16].

- Mouvement Unir (es) : Le 21 novembre 2020, le mouvement membre du Front large, a proclamé le député Marcelo Díaz (es) comme son candidat[17],[18]. Cependant, Diaz abandonne finalement sa candidature à la présidentielle le 18 mai 2021 et annonce son soutien à Gabriel Boric[19].

## Candidats
| Image | Candidat | Candidat      | Partis | Historique de la candidature |
| ----- | -------- | ------------- | --- | --- |
|       |          | Gabriel Boric | Soutenu par le Front large, dont : Convergence sociale Révolution démocratique Communes Force commune (es) Mouvement Unir (es)                                                      | La coalition du Front large, après la signature du pacte d'Approbation dignité, annonce souhaiter présenter un candidat commun de l'opposition. La candidate à l'élection de 2017, Beatriz Sánchez annonce début 2021 ne pas être une nouvelle fois candidate et elle se présente aux élections constituantes. Le candidat soutenu par la coalition est finalement Gabriel Boric, proclamé candidat par le parti Convergence sociale, plus tard soutenu par plusieurs partis. |
|       |          | Daniel Jadue  | Soutenu par Chile Digno (es), dont : Parti communiste du Chili Parti de l'égalité (es) Fédération régionaliste verte sociale Gauche libertaire (es) Gauche chrétienne du Chili (es) | Le Parti communiste annonce dès décembre 2018 son intention de présenter un candidat à l'élection présidentielle. Le maire Daniel Jadue s'est positionné au fil des mois comme le candidat favori du parti en dominant les sondages parmi les autres candidats pendant plusieurs mois. Il se déclare candidat en juillet 2020,, il est annoncé potentiel candidat du parti le 30 décembre 2020 et est officiellement proclamé le 24 avril 2021.                               |

## Résultats
L'élection lors de la primaire, organisée par le Service électoral du Chili, voit 14 693 433 citoyens être autorisés à voter dont 14 627 497 ont été autorisés au Chili et 65 936 à l'étranger. 2202 bureaux de vote ont été mis en place : 2091 étaient répartis sur l'ensemble du territoire et 111 à l'étranger.
| Candidats                | Candidats                | Coalition                | Voix       | %     |
| ------------------------ | ------------------------ | ------------------------ | ---------- | ----- |
|                          | Gabriel Boric            | Front large              | 1 058 027  | 60,43 |
|                          | Daniel Jadue             | Chile Digno (es)         | 692 862    | 39,57 |
|                          |                          |                          |            |       |
| Votes valides            | Votes valides            | Votes valides            | 3 094 781  | 97,46 |
| Votes blancs             | Votes blancs             | Votes blancs             | 6 265      | 0,20  |
| Votes nuls               | Votes nuls               | Votes nuls               | 41 960     | 1,34  |
| Total                    | Total                    | Total                    | 3 143 006  | 100   |
| Abstention               | Abstention               | Abstention               | 11 550 427 | 78,61 |
| Inscrits / participation | Inscrits / participation | Inscrits / participation | 14 693 433 | 21,39 |